# Danh sách vận động viên giành huy chương Thế vận hội Mùa đông 2018
Thế vận hội Mùa đông 2018 được tổ chức ở Pyeongchang, Hàn Quốc từ 9 tới 25 tháng 2 năm 2018. Đại hội bao gồm 102 nội dung thi đấu của 15 môn thể thao, và là kỳ Thế vận hội Mùa đông đầu tiên có trên 100 nội dung trao huy chương. Bốn phân môn mới được giới thiệu vào trong chương trình Olympic Pyeongchang bao gồm: trượt ván trên tuyết big air, bi đá trên băng đôi nam nữ, trượt băng tốc độ xuất phát đồng hàng và trượt tuyết đổ đèo đồng đội hỗn hợp.

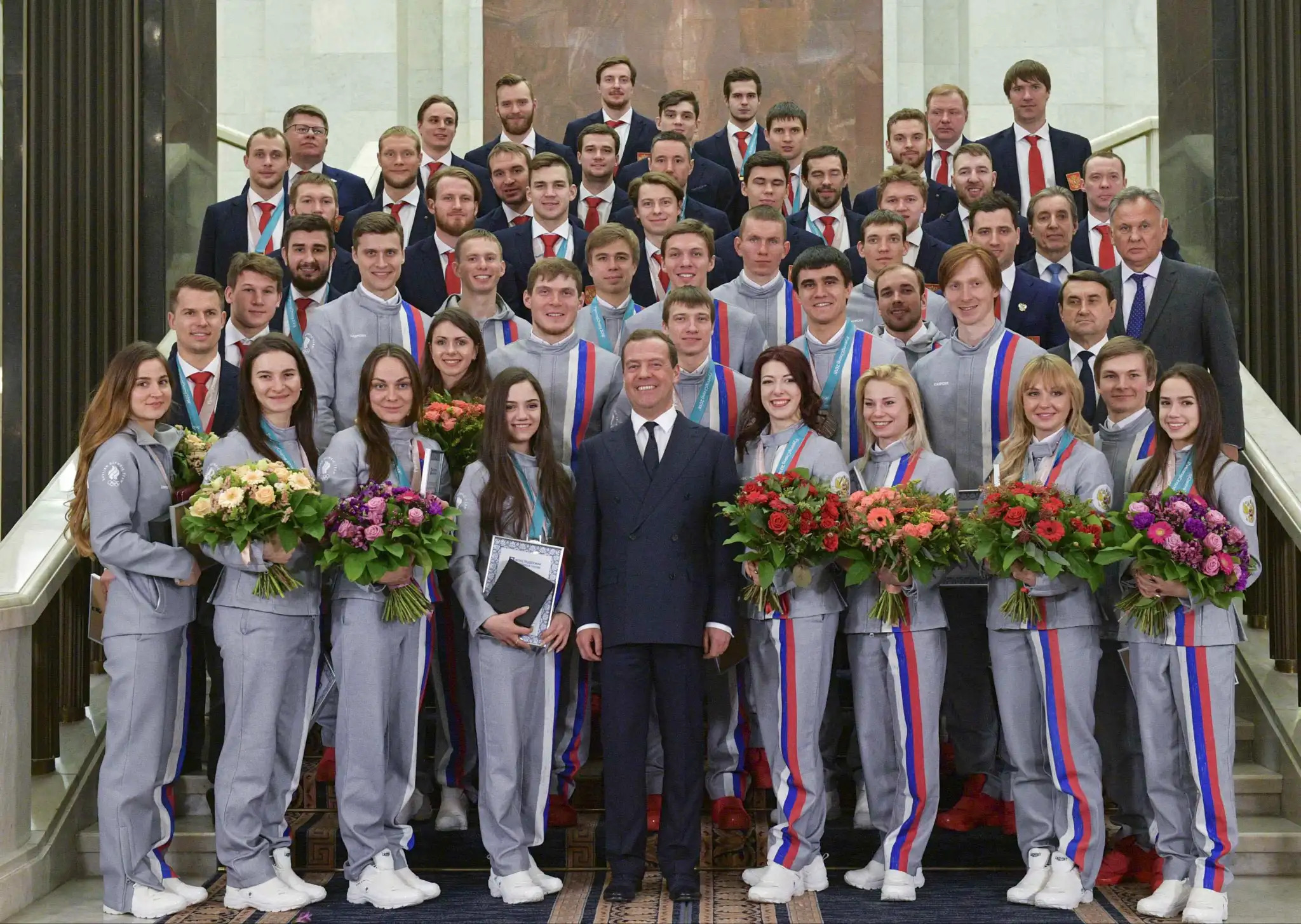
Thủ tướng Nga Dmitry Medvedev với các vận động viên Nga giành huy chương, 28 tháng 2 năm 2018

## Trượt tuyết đổ đèo

### Nội dung của nam
| Nội dung     | Vàng                       | Bạc                          | Đồng                         |
| ------------ | -------------------------- | ---------------------------- | ---------------------------- |
| Đổ dốc       | Aksel Lund Svindal · Na Uy | Kjetil Jansrud · Na Uy       | Beat Feuz · Thụy Sĩ          |
| Super-G      | Matthias Mayer · Áo        | Beat Feuz · Thụy Sĩ          | Kjetil Jansrud · Na Uy       |
| Dích dắc lớn | Marcel Hirscher · Áo       | Henrik Kristoffersen · Na Uy | Alexis Pinturault · Pháp     |
| Dích dắc     | André Myhrer · Thụy Điển   | Ramon Zenhäusern · Thụy Sĩ   | Michael Matt · Áo            |
| Kết hợp      | Marcel Hirscher · Áo       | Alexis Pinturault · Pháp     | Victor Muffat-Jeandet · Pháp |

### Nội dung của nữ
| Nội dung     | Vàng                         | Bạc                        | Đồng                           |
| ------------ | ---------------------------- | -------------------------- | ------------------------------ |
| Đổ dốc       | Sofia Goggia · Ý             | Ragnhild Mowinckel · Na Uy | Lindsey Vonn · Hoa Kỳ          |
| Super-G      | Ester Ledecká · Cộng hòa Séc | Anna Veith · Áo            | Tina Weirather · Liechtenstein |
| Dích dắc lớn | Mikaela Shiffrin · Hoa Kỳ    | Ragnhild Mowinckel · Na Uy | Federica Brignone · Ý          |
| Dích dắc     | Frida Hansdotter · Thụy Điển | Wendy Holdener · Thụy Sĩ   | Katharina Gallhuber · Áo       |
| Kết hợp      | Michelle Gisin · Thụy Sĩ     | Mikaela Shiffrin · Hoa Kỳ  | Wendy Holdener · Thụy Sĩ       |

### Nội dung hỗn hợp
| Nội dung         | Vàng                                                                                             | Bạc | Đồng |
| ---------------- | ------------------------------------------------------------------------------------------------ | --- | --- |
| Đồng đội hỗn hợp | Thụy Sĩ (SUI) · Denise Feierabend · Wendy Holdener · Luca Aerni · Daniel Yule · Ramon Zenhäusern | Áo (AUT) · Stephanie Brunner · Katharina Gallhuber · Katharina Liensberger · Manuel Feller · Michael Matt · Marco Schwarz | Na Uy (NOR) · Nina Haver-Løseth · Kristin Lysdahl · Maren Skjøld · Sebastian Foss-Solevåg · Leif Kristian Nestvold-Haugen · Jonathan Nordbotten |

## Hai môn phối hợp

### Nội dung của nam
| Nội dung            | Vàng                                                                                      | Bạc                                                                                         | Đồng                                                                   |
| ------------------- | ----------------------------------------------------------------------------------------- | ------------------------------------------------------------------------------------------- | ---------------------------------------------------------------------- |
| Cá nhân             | Johannes Thingnes Bø · Na Uy                                                              | Jakov Fak · Slovenia                                                                        | Dominik Landertinger · Áo                                              |
| Nước rút            | Arnd Peiffer · Đức                                                                        | Michal Krčmář · Cộng hòa Séc                                                                | Dominik Windisch · Ý                                                   |
| Đuổi bắt            | Martin Fourcade · Pháp                                                                    | Sebastian Samuelsson · Thụy Điển                                                            | Benedikt Doll · Đức                                                    |
| Xuất phát đồng hàng | Martin Fourcade · Pháp                                                                    | Simon Schempp · Đức                                                                         | Emil Hegle Svendsen · Na Uy                                            |
| Tiếp sức            | Thụy Điển (SWE) · Peppe Femling · Jesper Nelin · Sebastian Samuelsson · Fredrik Lindström | Na Uy (NOR) · Lars Helge Birkeland · Tarjei Bø · Johannes Thingnes Bø · Emil Hegle Svendsen | Đức (GER) · Erik Lesser · Benedikt Doll · Arnd Peiffer · Simon Schempp |

### Nội dung của nữ
| Nội dung            | Vàng                                                                                     | Bạc                                                                           | Đồng                                                                                |
| ------------------- | ---------------------------------------------------------------------------------------- | ----------------------------------------------------------------------------- | ----------------------------------------------------------------------------------- |
| Cá nhân             | Hanna Öberg · Thụy Điển                                                                  | Anastasiya Kuzmina · Slovakia                                                 | Laura Dahlmeier · Đức                                                               |
| Nước rút            | Laura Dahlmeier · Đức                                                                    | Marte Olsbu · Na Uy                                                           | Veronika Vítková · Cộng hòa Séc                                                     |
| Đuổi bắt            | Laura Dahlmeier · Đức                                                                    | Anastasiya Kuzmina · Slovakia                                                 | Anaïs Bescond · Pháp                                                                |
| Xuất phát đồng hàng | Anastasiya Kuzmina · Slovakia                                                            | Darya Domracheva · Belarus                                                    | Tiril Eckhoff · Na Uy                                                               |
| Tiếp sức            | Belarus (BLR) · Nadezhda Skardino · Iryna Kryuko · Dzinara Alimbekava · Darya Domracheva | Thụy Điển (SWE) · Linn Persson · Mona Brorsson · Anna Magnusson · Hanna Öberg | Pháp (FRA) · Anaïs Chevalier · Marie Dorin Habert · Justine Braisaz · Anaïs Bescond |

### Nội dung hỗn hợp
| Nội dung         | Vàng                                                                                | Bạc                                                                                    | Đồng                                                                       |
| ---------------- | ----------------------------------------------------------------------------------- | -------------------------------------------------------------------------------------- | -------------------------------------------------------------------------- |
| Tiếp sức hỗn hợp | Pháp (FRA) · Marie Dorin Habert · Anaïs Bescond · Simon Desthieux · Martin Fourcade | Na Uy (NOR) · Marte Olsbu · Tiril Eckhoff · Johannes Thingnes Bø · Emil Hegle Svendsen | Ý (ITA) · Lisa Vittozzi · Dorothea Wierer · Lukas Hofer · Dominik Windisch |

## Xe trượt lòng máng
| Nội dung      | Vàng                                                                               | Bạc                                                                          | Đồng                                               |
| ------------- | ---------------------------------------------------------------------------------- | ---------------------------------------------------------------------------- | -------------------------------------------------- |
| Hai người nam | Canada (CAN) · Justin Kripps · Alexander Kopacz                                    | Không được trao                                                              | Latvia (LAT) · Oskars Melbārdis · Jānis Strenga    |
| Hai người nam | Đức (GER) · Francesco Friedrich · Thorsten Margis                                  | Không được trao                                                              | Latvia (LAT) · Oskars Melbārdis · Jānis Strenga    |
| Bốn người nam | Đức (GER) · Francesco Friedrich · Candy Bauer · Martin Grothkopp · Thorsten Margis | Hàn Quốc (KOR) · Won Yun-jong · Jun Jung-lin · Seo Young-woo · Kim Dong-hyun | Không được trao                                    |
| Bốn người nam | Đức (GER) · Francesco Friedrich · Candy Bauer · Martin Grothkopp · Thorsten Margis | Đức (GER) · Nico Walther · Kevin Kuske · Alexander Rödiger · Eric Franke     | Không được trao                                    |
| Hai người nữ  | Đức (GER) · Mariama Jamanka · Lisa Buckwitz                                        | Hoa Kỳ (USA) · Elana Meyers Taylor · Lauren Gibbs                            | Canada (CAN) · Kaillie Humphries · Phylicia George |

## Trượt tuyết băng đồng

### Nội dung của nam
| Nội dung                | Vàng                                                                                                  | Bạc | Đồng                                                                                        |
| ----------------------- | --- | --- | ------------------------------------------------------------------------------------------- |
| 15 kilômét tự do        | Dario Cologna · Thụy Sĩ                                                                               | Simen Hegstad Krüger · Na Uy                                                                                  | Denis Spitsov · Vận động viên Olympic từ Nga                                                |
| 30 kilômét skiathlon    | Simen Hegstad Krüger · Na Uy                                                                          | Martin Johnsrud Sundby · Na Uy                                                                                | Hans Christer Holund · Na Uy                                                                |
| 50 kilômét cổ điển      | Iivo Niskanen · Phần Lan                                                                              | Aleksandr Bolshunov · Vận động viên Olympic từ Nga                                                            | Andrey Larkov · Vận động viên Olympic từ Nga                                                |
| 4 × 10 kilômét tiếp sức | Na Uy (NOR) · Didrik Tønseth · Martin Johnsrud Sundby · Simen Hegstad Krüger · Johannes Høsflot Klæbo | Vận động viên Olympic từ Nga (OAR) · Andrey Larkov · Aleksandr Bolshunov · Aleksey Chervotkin · Denis Spitsov | Pháp (FRA) · Jean-Marc Gaillard · Maurice Manificat · Clément Parisse · Adrien Backscheider |
| Nước rút cổ điển        | Johannes Høsflot Klæbo · Na Uy                                                                        | Federico Pellegrino · Ý                                                                                       | Aleksandr Bolshunov · Vận động viên Olympic từ Nga                                          |
| Nước rút đồng đội tự do | Na Uy (NOR) · Martin Johnsrud Sundby · Johannes Høsflot Klæbo                                         | Vận động viên Olympic từ Nga (OAR) · Denis Spitsov · Aleksandr Bolshunov                                      | Pháp (FRA) · Maurice Manificat · Richard Jouve                                              |

### Nội dung của nữ
| Nội dung                | Vàng                                                                                                | Bạc                                                                            | Đồng |
| ----------------------- | --------------------------------------------------------------------------------------------------- | ------------------------------------------------------------------------------ | --- |
| 10 kilômét tự do        | Ragnhild Haga · Na Uy                                                                               | Charlotte Kalla · Thụy Điển                                                    | Marit Bjørgen · Na UyKrista Pärmäkoski · Phần Lan                                                                |
| 15 kilômét skiathlon    | Charlotte Kalla · Thụy Điển                                                                         | Marit Bjørgen · Na Uy                                                          | Krista Pärmäkoski · Phần Lan                                                                                     |
| 30 kilômét cổ điển      | Marit Bjørgen · Na Uy                                                                               | Krista Pärmäkoski · Phần Lan                                                   | Stina Nilsson · Thụy Điển                                                                                        |
| 4 × 5 kilômét tiếp sức  | Na Uy (NOR) · Ingvild Flugstad Østberg · Astrid Uhrenholdt Jacobsen · Ragnhild Haga · Marit Bjørgen | Thụy Điển (SWE) · Anna Haag · Charlotte Kalla · Ebba Andersson · Stina Nilsson | Vận động viên Olympic từ Nga (OAR) · Natalia Nepryaeva · Yulia Belorukova · Anastasia Sedova · Anna Nechaevskaya |
| Nước rút cổ điển        | Stina Nilsson · Thụy Điển                                                                           | Maiken Caspersen Falla · Na Uy                                                 | Yulia Belorukova · Vận động viên Olympic từ Nga                                                                  |
| Nước rút đồng đội tự do | Hoa Kỳ (USA) · Kikkan Randall · Jessica Diggins                                                     | Thụy Điển (SWE) · Charlotte Kalla · Stina Nilsson                              | Na Uy (NOR) · Marit Bjørgen · Maiken Caspersen Falla                                                             |

## Bi đá trên băng
| Nội dung   | Vàng                                                                                                  | Bạc                                                                                                | Đồng                                                                                                |
| ---------- | --- | -------------------------------------------------------------------------------------------------- | --------------------------------------------------------------------------------------------------- |
| Nam        | Hoa Kỳ (USA) · John Shuster · Tyler George · Matt Hamilton · John Landsteiner · Joe Polo              | Thụy Điển (SWE) · Niklas Edin · Oskar Eriksson · Rasmus Wranå · Christoffer Sundgren · Henrik Leek | Thụy Sĩ (SUI) · Benoît Schwarz · Claudio Pätz · Peter de Cruz · Valentin Tanner · Dominik Märki     |
| Nữ         | Thụy Điển (SWE) · Anna Hasselborg · Sara McManus · Agnes Knochenhauer · Sofia Mabergs · Jennie Wåhlin | Hàn Quốc (KOR) · Kim Eun-jung · Kim Kyeong-ae · Kim Seon-yeong · Kim Yeong-mi · Kim Cho-hi         | Nhật Bản (JPN) · Fujisawa Satsuki · Chinami Yoshida · Yumi Suzuki · Yurika Yoshida · Mari Motohashi |
| Đôi nam nữ | Canada (CAN) · Kaitlyn Lawes · John Morris                                                            | Thụy Sĩ (SUI) · Jenny Perret · Martin Rios                                                         | Na Uy (NOR) · Kristin Skaslien · Magnus Nedregotten                                                 |

## Trượt băng nghệ thuật
| Phân môn           | Vàng | Bạc | Đồng |
| ------------------ | --- | --- | --- |
| Đơn nam            | Hanyu Yuzuru · Nhật Bản | Shoma Uno · Nhật Bản | Javier Fernández · Tây Ban Nha |
| Đơn nữ             | Alina Zagitova · Vận động viên Olympic từ Nga                                                                                | Evgenia Medvedeva · Vận động viên Olympic từ Nga | Kaetlyn Osmond · Canada |
| Trượt băng đôi     | Aliona Savchenko · và Bruno Massot (GER)                                                                                     | Sui Wenjing · và Han Cong (CHN) | Meagan Duhamel · và Eric Radford (CAN) |
| Khiêu vũ trên băng | Tessa Virtue · và Scott Moir (CAN)                                                                                           | Gabriella Papadakis · và Guillaume Cizeron (FRA) | Maia Shibutani · và Alex Shibutani (USA) |
| Nội dung đồng đội  | Canada (CAN) · Patrick Chan · Kaetlyn Osmond · Gabrielle Daleman · Meagan Duhamel · Eric Radford · Tessa Virtue · Scott Moir | Vận động viên Olympic từ Nga (OAR) · Mikhail Kolyada · Evgenia Medvedeva · Alina Zagitova · Evgenia Tarasova · Vladimir Morozov · Natalya Zabiyako · Alexander Enbert · Ekaterina Bobrova · Dmitri Soloviev | Hoa Kỳ (USA) · Nathan Chen · Adam Rippon · Bradie Tennell · Mirai Nagasu · Alexa Scimeca Knierim · Chris Knierim · Maia Shibutani · Alex Shibutani |

## Trượt tuyết tự do

### Nội dung của nam
| Nội dung            | Vàng                          | Bạc                          | Đồng                                         |
| ------------------- | ----------------------------- | ---------------------------- | -------------------------------------------- |
| Không trung         | Oleksandr Abramenko · Ukraina | Jia Zongyang · Trung Quốc    | Ilya Burov · Vận động viên Olympic từ Nga    |
| Lòng máng           | David Wise · Hoa Kỳ           | Alex Ferreira · Hoa Kỳ       | Nico Porteous · New Zealand                  |
| Mấp mô              | Mikaël Kingsbury · Canada     | Matt Graham · Úc             | Daichi Hara · Nhật Bản                       |
| Địa hình tốc độ     | Brady Leman · Canada          | Marc Bischofberger · Thụy Sĩ | Sergey Ridzik · Vận động viên Olympic từ Nga |
| Dốc chướng ngại vật | Øystein Bråten · Na Uy        | Nick Goepper · Hoa Kỳ        | Alex Beaulieu-Marchand · Canada              |

### Nội dung của nữ
| Nội dung            | Vàng                    | Bạc                              | Đồng                          |
| ------------------- | ----------------------- | -------------------------------- | ----------------------------- |
| Không trung         | Hanna Huskova · Belarus | Zhang Xin · Trung Quốc           | Kong Fanyu · Trung Quốc       |
| Lòng máng           | Cassie Sharpe · Canada  | Marie Martinod · Pháp            | Brita Sigourney · Hoa Kỳ      |
| Mấp mô              | Perrine Laffont · Pháp  | Justine Dufour-Lapointe · Canada | Yuliya Galysheva · Kazakhstan |
| Địa hình tốc độ     | Kelsey Serwa · Canada   | Brittany Phelan · Canada         | Fanny Smith · Thụy Sĩ         |
| Dốc chướng ngại vật | Sarah Höfflin · Thụy Sĩ | Mathilde Gremaud · Thụy Sĩ       | Isabel Atkin · Anh Quốc       |

## Khúc côn cầu trên băng
| Nội dung | Vàng | Bạc | Đồng |
| -------- | --- | --- | --- |
| Nam      | Vận động viên Olympic từ Nga (OAR) · Vasily Koshechkin · Igor Shestyorkin · Ilya Sorokin · Vladislav Gavrikov · Dinar Khafizullin · Bogdan Kiselevich · Alexey Marchenko · Nikita Nesterov · Vyacheslav Voynov · Artyom Zub · Andrei Zubarev · Sergei Andronov · Alexander Barabanov · Pavel Datsyuk · Mikhail Grigorenko · Nikita Gusev · Ilya Kablukov · Sergey Kalinin · Kirill Kaprizov · Ilya Kovalchuk · Sergei Mozyakin · Nikolai Prokhorkin · Vadim Shipachyov · Sergei Shirokov · Ivan Telegin | Đức (GER) · Denis Reul · Justin Krueger · Tobias Rieder · Christian Ehrhoff · Brooks Macek · Konrad Abeltshauser · Marcus Kink · Matthias Plachta · Dennis Seidenberg · Leon Draisaitl · Philipp Grubauer · Danny aus den Birken · Yannic Seidenberg · Patrick Reimer · Yasin Ehliz · Gerrit Fauser · Frank Hördler · Patrick Hager · Felix Schütz · Dominik Kahun · Philip Gogulla · David Wolf · Moritz Müller · Frederik Tiffels | Canada (CAN) · Karl Stollery · Chris Lee · Chay Genoway · Gilbert Brulé · Wojtek Wolski · Derek Roy · Chris Kelly · Rob Klinkhammer · Brandon Kozun · Quinton Howden · Rene Bourque · Marc-André Gragnani · Andrew Ebbett · Mason Raymond · Eric O'Dell · Stefan Elliott · Cody Goloubef · Ben Scrivens · Kevin Poulin · Justin Peters · Mat Robinson · Maxim Lapierre · Maxim Noreau · Linden Vey · Christian Thomas |
| Nữ       | Hoa Kỳ (USA) · Piper Judy · Kacey Bellamy · Hannah Brandt · Dani Cameranesi · Kendall Coyne · Brianna Decker · Meghan Duggan · Kali Flanagan · Nicole Hensley · Amanda Kessel · Megan Keller · Hilary Knight · Jocelyne Lamoureux · Monique Lamoureux · Gigi Marvin · Sidney Morin · Kelly Pannek · Amanda Pelkey · Emily Pfalzer · Alex Rigsby · Maddie Rooney · Haley Skarupa · Lee Stecklein | Canada (CAN) · Meghan Agosta · Bailey Bram · Emily Clark · Mélodie Daoust · Ann-Renée Desbiens · Renata Fast · Laura Fortino · Haley Irwin · Brianne Jenner · Rebecca Johnston · Geneviève Lacasse · Brigette Lacquette · Jocelyne Larocque · Meaghan Mikkelson · Sarah Nurse · Marie-Philip Poulin · Lauriane Rougeau · Jillian Saulnier · Natalie Spooner · Laura Stacey · Shannon Szabados · Blayre Turnbull · Jenn Wakefield    | Phần Lan (FIN) · Sanni Hakala · Jenni Hiirikoski · Venla Hovi · Mira Jalosuo · Michelle Karvinen · Rosa Lindstedt · Petra Nieminen · Tanja Niskanen · Emma Nuutinen · Isa Rahunen · Meeri Räisänen · Annina Rajahuhta · Noora Räty · Saila Saari · Sara Säkkinen · Ronja Savolainen · Eveliina Suonpää · Susanna Tapani · Noora Tulus · Minnamari Tuominen · Riikka Välilä · Linda Välimäki · Ella Viitasuo           |

## Trượt băng nằm ngửa
| Nội dung          | Vàng                                                                            | Bạc                                                                   | Đồng                                                                       |
| ----------------- | ------------------------------------------------------------------------------- | --------------------------------------------------------------------- | -------------------------------------------------------------------------- |
| Đơn nam           | David Gleirscher · Áo                                                           | Chris Mazdzer · Hoa Kỳ                                                | Johannes Ludwig · Đức                                                      |
| Đơn nữ            | Natalie Geisenberger · Đức                                                      | Dajana Eitberger · Đức                                                | Alex Gough · Canada                                                        |
| Đôi               | Tobias Wendl · và Tobias Arlt (GER)                                             | Peter Penz · và Georg Fischler (AUT)                                  | Toni Eggert · và Sascha Benecken (GER)                                     |
| Tiếp sức đồng đội | Đức (GER) · Natalie Geisenberger · Johannes Ludwig · Tobias Wendl · Tobias Arlt | Canada (CAN) · Alex Gough · Sam Edney · Tristan Walker · Justin Snith | Áo (AUT) · Madeleine Egle · David Gleirscher · Peter Penz · Georg Fischler |

## Hai môn phối hợp Bắc Âu
| Nội dung                  | Vàng                                                                        | Bạc                                                                             | Đồng                                                                      |
| ------------------------- | --------------------------------------------------------------------------- | ------------------------------------------------------------------------------- | ------------------------------------------------------------------------- |
| Đồi lớn cá nhân/10 km     | Johannes Rydzek · Đức                                                       | Fabian Rießle · Đức                                                             | Eric Frenzel · Đức                                                        |
| Đồi thường cá nhân/10 km  | Eric Frenzel · Đức                                                          | Akito Watabe · Nhật Bản                                                         | Lukas Klapfer · Áo                                                        |
| Đồi lớn đồng đội/4 × 5 km | Đức (GER) · Vinzenz Geiger · Fabian Rießle · Eric Frenzel · Johannes Rydzek | Na Uy (NOR) · Jan Schmid · Espen Andersen · Jarl Magnus Riiber · Jørgen Graabak | Áo (AUT) · Wilhelm Denifl · Lukas Klapfer · Bernhard Gruber · Mario Seidl |

## Trượt băng tốc độ cự ly ngắn

### Nội dung của nam
| Nội dung          | Vàng                                                                           | Bạc                                                                  | Đồng                                                                            |
| ----------------- | ------------------------------------------------------------------------------ | -------------------------------------------------------------------- | ------------------------------------------------------------------------------- |
| 500 mét           | Wu Dajing · Trung Quốc                                                         | Hwang Dae-heon · Hàn Quốc                                            | Lim Hyo-jun · Hàn Quốc                                                          |
| 1000 mét          | Samuel Girard · Canada                                                         | John-Henry Krueger · Hoa Kỳ                                          | Seo Yi-ra · Hàn Quốc                                                            |
| 1500 mét          | Lim Hyo-jun · Hàn Quốc                                                         | Sjinkie Knegt · Hà Lan                                               | Semion Elistratov · Vận động viên Olympic từ Nga                                |
| 5000 mét tiếp sức | Hungary (HUN) · Shaoang Liu · Shaolin Sándor Liu · Viktor Knoch · Csaba Burján | Trung Quốc (CHN) · Wu Dajing · Han Tianyu · Xu Hongzhi · Chen Dequan | Canada (CAN) · Samuel Girard · Charles Hamelin · Charle Cournoyer · Pascal Dion |

### Nội dung của nữ
| Nội dung          | Vàng                                                                     | Bạc                                                                            | Đồng                                                                                     |
| ----------------- | ------------------------------------------------------------------------ | ------------------------------------------------------------------------------ | ---------------------------------------------------------------------------------------- |
| 500 mét           | Arianna Fontana · Ý                                                      | Yara van Kerkhof · Hà Lan                                                      | Kim Boutin · Canada                                                                      |
| 1000 mét          | Suzanne Schulting · Hà Lan                                               | Kim Boutin · Canada                                                            | Arianna Fontana · Ý                                                                      |
| 1500 mét          | Choi Min-jeong · Hàn Quốc                                                | Li Jinyu · Trung Quốc                                                          | Kim Boutin · Canada                                                                      |
| 3000 mét tiếp sức | Hàn Quốc (KOR) · Shim Suk-hee · Choi Min-jeong · Kim Ye-jin · Kim A-lang | Ý (ITA) · Arianna Fontana · Lucia Peretti · Cecilia Maffei · Martina Valcepina | Hà Lan (NED) · Suzanne Schulting · Yara van Kerkhof · Lara van Ruijven · Jorien ter Mors |

## Trượt băng nằm sấp
| Nội dung | Vàng                     | Bạc                                            | Đồng                   |
| -------- | ------------------------ | ---------------------------------------------- | ---------------------- |
| Nam      | Yun Sung-bin · Hàn Quốc  | Nikita Tregubov · Vận động viên Olympic từ Nga | Dom Parsons · Anh Quốc |
| Nữ       | Lizzy Yarnold · Anh Quốc | Jacqueline Lölling · Đức                       | Laura Deas · Anh Quốc  |

## Trượt tuyết nhảy xa
| Nội dung               | Vàng                                                                                          | Bạc                                                                           | Đồng                                                                  |
| ---------------------- | --------------------------------------------------------------------------------------------- | ----------------------------------------------------------------------------- | --------------------------------------------------------------------- |
| Đồi thường cá nhân nam | Andreas Wellinger · Đức                                                                       | Johann André Forfang · Na Uy                                                  | Robert Johansson · Na Uy                                              |
| Đồi lớn cá nhân nam    | Kamil Stoch · Ba Lan                                                                          | Andreas Wellinger · Đức                                                       | Robert Johansson · Na Uy                                              |
| Đồi lớn đồng đội nam   | Na Uy (NOR) · Daniel-André Tande · Andreas Stjernen · Johann André Forfang · Robert Johansson | Đức (GER) · Karl Geiger · Stephan Leyhe · Richard Freitag · Andreas Wellinger | Ba Lan (POL) · Maciej Kot · Stefan Hula · Dawid Kubacki · Kamil Stoch |
| Đồi thường cá nhân nữ  | Maren Lundby · Na Uy                                                                          | Katharina Althaus · Đức                                                       | Sara Takanashi · Nhật Bản                                             |

## Trượt ván trên tuyết

### Nội dung của nam
| Nội dung               | Vàng                       | Bạc                     | Đồng                           |
| ---------------------- | -------------------------- | ----------------------- | ------------------------------ |
| Big air                | Sébastien Toutant · Canada | Kyle Mack · Hoa Kỳ      | Billy Morgan · Anh Quốc        |
| Lòng máng              | Shaun White · Hoa Kỳ       | Ayumu Hirano · Nhật Bản | Scotty James · Úc              |
| Dích dắc lớn song song | Nevin Galmarini · Thụy Sĩ  | Lee Sang-ho · Hàn Quốc  | Žan Košir · Slovenia           |
| Dốc chướng ngại vật    | Redmond Gerard · Hoa Kỳ    | Max Parrot · Canada     | Mark McMorris · Canada         |
| Địa hình tốc độ        | Pierre Vaultier · Pháp     | Jarryd Hughes · Úc      | Regino Hernández · Tây Ban Nha |

### Nội dung của nữ
| Nội dung               | Vàng                         | Bạc                                    | Đồng                               |
| ---------------------- | ---------------------------- | -------------------------------------- | ---------------------------------- |
| Big air                | Anna Gasser · Áo             | Jamie Anderson · Hoa Kỳ                | Zoi Sadowski-Synnott · New Zealand |
| Lòng máng              | Chloe Kim · Hoa Kỳ           | Liu Jiayu · Trung Quốc                 | Arielle Gold · Hoa Kỳ              |
| Dích dắc lớn song song | Ester Ledecká · Cộng hòa Séc | Selina Jörg · Đức                      | Ramona Theresia Hofmeister · Đức   |
| Dốc chướng ngại vật    | Jamie Anderson · Hoa Kỳ      | Laurie Blouin · Canada                 | Enni Rukajärvi · Phần Lan          |
| Địa hình tốc độ        | Michela Moioli · Ý           | Julia Pereira de Sousa-Mabileau · Pháp | Eva Samková · Cộng hòa Séc         |

## Trượt băng tốc độ

### Nội dung của nam
| Nội dung            | Vàng                                                                                         | Bạc                                                                            | Đồng                                                                        |
| ------------------- | -------------------------------------------------------------------------------------------- | ------------------------------------------------------------------------------ | --------------------------------------------------------------------------- |
| 500 mét             | Håvard Lorentzen · Na Uy                                                                     | Cha Min-kyu · Hàn Quốc                                                         | Gao Tingyu · Trung Quốc                                                     |
| 1000 mét            | Kjeld Nuis · Hà Lan                                                                          | Håvard Lorentzen · Na Uy                                                       | Kim Tae-yun · Hàn Quốc                                                      |
| 1500 mét            | Kjeld Nuis · Hà Lan                                                                          | Patrick Roest · Hà Lan                                                         | Kim Min-seok · Hàn Quốc                                                     |
| 5000 mét            | Sven Kramer · Hà Lan                                                                         | Ted-Jan Bloemen · Canada                                                       | Sverre Lunde Pedersen · Na Uy                                               |
| 10.000 mét          | Ted-Jan Bloemen · Canada                                                                     | Jorrit Bergsma · Hà Lan                                                        | Nicola Tumolero · Ý                                                         |
| Xuất phát đồng hàng | Lee Seung-hoon · Hàn Quốc                                                                    | Bart Swings · Bỉ                                                               | Koen Verweij · Hà Lan                                                       |
| Đuổi bắt đồng đội   | Na Uy (NOR) · Håvard Bøkko · Simen Spieler Nilsen · Sverre Lunde Pedersen · Sindre Henriksen | Hàn Quốc (KOR) · Lee Seung-hoon · Chung Jae-won · Kim Min-seok · Joo Hyong-jun | Hà Lan (NED) · Patrick Roest · Sven Kramer · Jan Blokhuijsen · Koen Verweij |

### Nội dung của nữ
| Nội dung            | Vàng                                                                    | Bạc                                                                               | Đồng                                                                                |
| ------------------- | ----------------------------------------------------------------------- | --------------------------------------------------------------------------------- | ----------------------------------------------------------------------------------- |
| 500 mét             | Nao Kodaira · Nhật Bản                                                  | Lee Sang-hwa · Hàn Quốc                                                           | Karolína Erbanová · Cộng hòa Séc                                                    |
| 1000 mét            | Jorien ter Mors · Hà Lan                                                | Nao Kodaira · Nhật Bản                                                            | Miho Takagi · Nhật Bản                                                              |
| 1500 mét            | Ireen Wüst · Hà Lan                                                     | Miho Takagi · Nhật Bản                                                            | Marrit Leenstra · Hà Lan                                                            |
| 3000 mét            | Carlijn Achtereekte · Hà Lan                                            | Ireen Wüst · Hà Lan                                                               | Antoinette de Jong · Hà Lan                                                         |
| 5000 mét            | Esmee Visser · Hà Lan                                                   | Martina Sáblíková · Cộng hòa Séc                                                  | Natalya Voronina · Vận động viên Olympic từ Nga                                     |
| Xuất phát đồng hàng | Nana Takagi · Nhật Bản                                                  | Kim Bo-reum · Hàn Quốc                                                            | Irene Schouten · Hà Lan                                                             |
| Đuổi bắt đồng đội   | Nhật Bản (JPN) · Miho Takagi · Ayano Sato · Nana Takagi · Ayaka Kikuchi | Hà Lan (NED) · Marrit Leenstra · Ireen Wüst · Antoinette de Jong · Lotte van Beek | Hoa Kỳ (USA) · Heather Bergsma · Brittany Bowe · Mia Manganello · Carlijn Schoutens |